# Kalabhavan Mani
Kalabhavan Mani' (en malayalam: കലാഭവൻ മണി; 1 de enero de 1971-6 de marzo de 2016) fue un actor y cantante indio. Comenzó su carrera dentro de la industria del cine en malayalam; más adelante se convirtió en un artista interpretando temas musicales en la industria del cine tamil y telugu, aunque su mayor participación como actor fue como intérprete en personajes de villano. Aunque comenzó su carrera como comediante, demostró su versatilidad en varios papeles como actor serio, heroico y a la vez de villano. Participó en varias películas en malayalam y tamil. Demostró su talento como actor en películas como Vasantiyum Lakshmiyum Pinne Njanum, en la que interpretó a un cantante callejero invidente.

## Carrera
Nació en Chalakudy, Kerala. Comenzó su carrera como artista de imitación en Kalabhavan, en Kochi. Comenzó su carrera como actor en la película en malayalam titulada Aksharam. Además trabajó como conductor de rickshaw. Luego, participó en varias películas como comediante. Su primer personaje serio fue en la película Vasantiyum Lakshmiyum Pinne Njanum. Participó en más de 80 películas en malayalam y más de 20 películas en tamil.
También se dedicó a la música como cantante de playback o reproducción profesional y de Nadan Paattu (canciones populares). Su primer álbum fue Kannimanga Prayathil. También grabó algunas canciones religiosas y Pattukal Mappila.

## Muerte
Kalabhavan Mani falleció el 6 de marzo de 2016 por complicaciones de cirrosis hepática.

## Premios y honores
National Film Awards:
- 2000 - Special Jury Award - Vasantiyum Lakshmiyum Pinne Njanum

Kerala State Film Awards:
- 1999 - Special Jury Award - Vasantiyum Lakshmiyum Pinne Njanum

Asianet Film Awards:
- 1999 - Best Actor Award - Vasantiyum Lakshmiyum Pinne Njanum
- 2007 - Best Actor in a Villain Role - Chotta Mumbai

Vanitha Award:
- 2008 - Vanitha Chandrika Award for Best Villain - Chotta Mumbai

Jaihind TV Award:
- 2010 - Special Jury Award

## Filmografía

### Películas en malayalam

#### Década de 2010
| Película                      | Año  | Personaje              |
| ----------------------------- | ---- | ---------------------- |
| Veeraputhran                  | 2011 |                        |
| Priyappetta Nattukare         | 2011 |                        |
| Manushyamrugam                | 2011 | Circle Inspector       |
| The Filmstaar                 | 2011 | Sooryakiran            |
| Aazhakadal                    | 2011 | Kunjumon               |
| Adaminte Makan Abu            | 2011 | Johnson                |
| Baktha janangalude Sradhaykku | 2011 | Uncle                  |
| Oru Small Family              | 2010 | Circle Inspector       |
| Chekavar                      | 2010 | Garudan Raghavan       |
| Shikkar                       | 2010 | Mani                   |
| Orange                        | 2010 | Yakobi                 |
| Pulliman                      | 2010 | Kunjunni               |
| Canvas                        | 2010 | Manaf Hussain          |
| Annarakannanum Thannalayathu  | 2010 | Changampuzha Pavithran |
| Black Stallion                | 2010 | Black                  |

#### Década de 2000
| Película                                              | Año    | Personaje                                  |
| ----------------------------------------------------- | ------ | ------------------------------------------ |
| Keralotsavam 2009                                     | 2009   | Jeevan Isaac                               |
| Malayali                                              | 2009   | Nanthileththu Madhavan                     |
| Currency                                              | 2009   | Iruttu                                     |
| Love In Singapore                                     | 2009   | Narayanan                                  |
| Aayirathil Oruvan                                     | 2009   | Aravindan                                  |
| Oru Black and White Kudumbam                          | 2009   | Antony                                     |
| Twenty:20                                             | 2008   | Karinkal Pappachan                         |
| Bullet                                                | 2008   | C I Wahid Abdul Rahman Haji                |
| Maya Bazaar                                           | 2008   | Bhadran                                    |
| Kabadi Kabadi                                         | 2008   | Madhavankutty                              |
| Kerala Police                                         | 2008   | Satyanath                                  |
| Chotta Mumbai                                         | 2007   | Nadeshan                                   |
| Nagaram                                               | 2007   | Ponnayaya Thevar                           |
| Nanma                                                 | 2007   | Muthu Chettiyar                            |
| Swarnam                                               | 2007   | Divakaran                                  |
| Aandavan                                              | 2006   | Aandavan                                   |
| Paayum Puli                                           | 2006   | Saravanan                                  |
| Rakshakan                                             | 2006   | Mukundhan                                  |
| Abraham and Lincoln                                   | 2006   | Abraham                                    |
| Kali                                                  | 2006   | Rajagopalan Nair                           |
| Red Salute                                            | 2006   | Vasu                                       |
| Chacko Randaman                                       | 2006   | Ottachavittu Chacko / Johny Kutty / Chacko |
| Kissan                                                | 2006   | Velu                                       |
| Chinthamani Kolacase                                  | 2006   | Ayyappan                                   |
| Ravanan                                               | 2006   | Ravanan                                    |
| Mayookham                                             | 2005   |                                            |
| Ananthabhadram                                        | 2005   | Chemban                                    |
| Udayon                                                | 2005   | Mathan                                     |
| Ben Johnson                                           | 2005   | Ben Johnson / Pathrose                     |
| Ponmudipuzhayorathu                                   | 2005   | Police officer                             |
| Pauran                                                | 2005   | Trade Union Leader                         |
| Annorikkal                                            | 2005   | Pandi                                      |
| Iruvattam Manavaatti                                  | 2005   | Korathu Raghavan                           |
| Maampazhakkaalam                                      | 2004   | Jose                                       |
| Natturajavu                                           | 2004   | Manikuttan                                 |
| Vettam                                                | 2004   | Mani                                       |
| Mayilattam                                            | 2004   |                                            |
| Mathzaram                                             | 2004   | Unni                                       |
| Kanninum Kannadikkum                                  | 2004   | Praav / Maniyan                            |
| C.I. Mahadevan 5 Adi 4 Inchu                          | 2004   | Karimpuli Antony                           |
| Sethurama Iyer CBI                                    | (2004) | Isow Alex                                  |
| War & Love                                            | (2003) |                                            |
| Pattalam                                              | (2003) | Moythu Pilakkandi                          |
| Balettan                                              | (2003) | Musthafa                                   |
| Vellithira                                            | (2003) | Vakkathi Vasu                              |
| Nakshathrakkannulla Rajakumaran Avanundoru Rajakumari | (2002) | Kochu Kurup                                |
| Bamboo Boys                                           | (2002) | Olanga                                     |
| Jagathi Jagathish in Town                             | (2002) | Malleswaran                                |
| Kanmashi                                              | (2002) | Murugan                                    |
| Kuberan                                               | (2002) | Ramanujan                                  |
| Malayalimamanu Vanakkam                               | (2002) | Thiruppathy Perumal / Muniyandi            |
| Savithriyute Aranjanam                                | (2002) | Phayaalvan Phalgunan                       |
| Valkannadi                                            | (2002) | Appunni                                    |
| The Guard                                             | (2001) | Appu Kuttan Nair / Forest Guard            |
| One Man Show                                          | (2001) | Ponnappan                                  |
| Achaneyanishttam                                      | (2001) | Bhaskaran                                  |
| Fort Kochi                                            | (2001) |                                            |
| Ee Nadu Ennalevare                                    | (2001) |                                            |
| Akasthile Paravakal                                   | (2001) |                                            |
| Andolanam                                             | (2001) |                                            |
| Karumadikkuttan                                       | (2001) | Kuttan, 'Karumadi'                         |
| Dhosth                                                | (2001) |                                            |
| Rakshasa Rajavu                                       | (2001) | Gunashekharan                              |
| Vakkalathu Narayanankutty                             | (2001) |                                            |
| Dada Sahib                                            | (2000) | Thankachan                                 |
| Daivathinte Makan                                     | (2000) |                                            |
| Kochu Kochu Santhoshangal                             | (2000) | Sudhakaran                                 |
| Mr. Butler                                            | (2000) | 'Major' Kuttan                             |
| Valyettan                                             | (2000) | Kattipalli Pappan                          |
| Varnnakazhchakal                                      | (2000) |                                            |

#### Década de 1990
" swarna kireedam" co star- manoj.k.jayan 

| Película                             | Año    | Personaje             |
| ------------------------------------ | ------ | --------------------- |
| Aakasha Ganga                        | (1999) | Fr. Vettikalan        |
| Independence                         | (1999) |                       |
| James Bond                           | (1999) |                       |
| My Dear Karady                       | (1999) |                       |
| Pallavur Devanarayanan               | (1999) |                       |
| Panchapandavar                       | (1999) | Sathyanarayanan       |
| Pranaya Nilavu                       | (1999) |                       |
| Vasanthiyum Lakshmiyum Pinne Njaanum | (1999) | Ramu                  |
| Chitrashalabham                      | (1998) | Bakkar Parappanangadi |
| Summer in Bethlahem                  | (1998) | Monai                 |
| Meenathil Thalikettu                 | (1998) | Achootty              |
| Bhoothakkannadi                      | (1997) | Ayyappan              |
| Aaram Thamburan                      | (1997) |                       |
| The Car                              | (1997) | Cheriyan              |
| News Paper Boy                       |        | Peasa                 |
| Ekkareyanente Manasam                |        |                       |
| Gajaraja Manthram                    | (1997) | Paraman               |
| The Good Boys                        | (1997) | Gopalakrishnan        |
| Kadhanayakan                         | (1997) | Kuttan                |
| Kalyanappittannu                     | (1997) |                       |
| Karunyam                             | (1997) | Rajan                 |
| Kudamattom                           | (1997) |                       |
| Manthramothiram                      | (1997) |                       |
| Ullasappoonkattu                     | (1997) |                       |
| Vaachalam                            | (1997) |                       |
| Dilliwala Rajakumaran                | (1996) | Mani                  |
| Excuse Me Ethu Collegila             | (1996) |                       |
| Kaathil Oru Kinnaram                 | (1996) |                       |
| Kireedamillatha Rajakkanmar          | (1996) | Superfast Chandren    |
| Saamoohyapadom                       | (1996) |                       |
| Sallapam                             | (1996) | Rajappan              |
| Aksharam                             | (1995) | Auto driver           |
| Samudayam                            | (1993) | Fishmonger            |

### Películas en tamil
- Enthiran (2010) as Pachaimuthu
- Modhi Vilayadu (2009) as Rajan Vasudev
- Vel (2007) as Sakkara Pandi
- Something Something Unakkum Enakkum (2006) as "Mark" Mayandi
- Aaru (2005) as a police officer
- Mazhai (2005) as Shailaga's father
- Anniyan (2005) as a house owner (cameo)
- Aai (2004)
- Bose (2004) as Kottaiperumal
- Singara Chennai (2004)
- Kuththu (2004) as Anjali's father
- Jey Jey (2003) as Sivam - the co-hero of the film
- Pudhiya Geethai (2003) as Reddiar
- Banda Paramasivam (2003) as Sivam
- Gemini (2002) as Teja
- Marumalarchi (1998) as Velu

### Como cantante de películas en malayalam
- Abraham Lincoln (2007)
- Achaneyanishttam (2001)
- Akasthile Paravakal (2001)
- Ananthabhadram (2005)
- Bamboo Boys (2002)
- Ben Johnson (2005)
- Chacko Randaaman (2006)
- Evan (2007)
- The Guard (2001)
- Kabadi Kabadi (2008)
- Kanmashi (2002)
- Kannezhuthi Pottum Thottu (1999)
- Kanninum Kannadiykkum (2004)
- Karumadikkuttan (2001)
- Kazhcha (2004)
- Kissan (2006)
- Kottaram Veettile Apputtan (1998)
- Kusruthy Kannan (2003)
- Malsaram (2004)
- O Priye (2000)
- Red Salute (2006)
- Sammanam (1995)
- Twenty Twenty(2010)
- Vaalkannadi (2002)

### Como director musical
- MLA Mani 10am Classum Gusthiyum (2011)